# Demisie
Demisia reprezintă un act unilateral de voință a salariatului care comunică angajatorului, printr-o notificare scrisă, încetarea contractului individual de muncă, după împlinirea preavizului.
Angajatorul este obligat să accepte demisia. Refuzul angajatorului de a înregistra demisia dă dreptul salariatului de a face dovada acesteia prin orice mijloace de probă.
Salariatul are dreptul de a nu motiva demisia.
Termenul de preaviz este cel convenit de părți în contractul individual de muncă sau, după caz, cel prevăzut în contractele colective de muncă aplicabile și nu poate fi mai mare de 20 zile lucrătoare pentru salariații cu funcții de execuție, respectiv de 45 de zile lucrătoare pentru salariații care ocupă funcții de conducere.
Pe durata preavizului, contractul individual de muncă continuă să își producă toate efectele.
În situația în care în perioada de preaviz contractul individual de muncă este suspendat, termenul de preaviz va fi suspendat în mod corespunzător.
Contractul individual de muncă încetează la data expirării termenului de preaviz sau la data renunțării totale ori parțiale de către angajator la termenul de preaviz respectiv.
Salariatul poate demisiona fără preaviz dacă angajatorul nu își îndeplinește obligațiile asumate prin contractul individual de muncă.

## În România
În România, multe companii au fost nevoite să plătească sume considerabile pentru decizia de a concedia, după ce foștii angajați și-au cerut drepturile în instanță.
Nouă din zece cazuri ce ajung în fața judecătorilor sunt finalizate cu câștigul de cauză al salariatului, nu doar pentru că legislația muncii îi este favorabilă acestuia, ci și pentru că în companii sunt multe nereguli în ceea ce privește relațile dintre angajați și angajatori.
Angajații pot obține salariile aferente perioadei de la concediere până la rămânerea definitivă a hotărârii pronunțate de instanța de judecată în cauză, reintegrarea la locul de muncă pe același post sau daune materiale.
Cuantumul despăgubirilor este stabilit în functie de probatoriul prezentat și admis în cauză.
Cel mai adesea, pe durata procesului, angajații solicită actualizarea salariilor cu indicele de inflatie și reintegrarea la locul de muncă pe același post.